# Wałcz (stacja kolejowa)
Wałcz – główna stacja kolejowa w Wałczu, w województwie zachodniopomorskim.

## Ruch pasażerski
| Rok  | Wymiana pasażerska na dobę |
| ---- | -------------------------- |
| 2017 | 300-499                    |
| 2022 | 300-499                    |

Pociągi pasażerskie na linii kolejowej nr 403 (Piła Północ - Ulikowo) w kierunku Piły Głównej zostały reaktywowane w lutym 2007 roku, a 1 września 2012 roku, po 12 latach od zawieszenia połączeń przez PKP w pełnej trasie między Szczecinem a Piłą zostały uruchomione ponownie kursy Przewozów Regionalnych z inicjatywy Urzędu Marszałkowskiego Województwa Zachodniopomorskiego. Obecnie ruch pasażerski w przypadku większości połączeń regionalnych odbywa się na trasie Piła Główna - Szczecin Główny, a pociągi pospieszne PKP Intercity kursują ze Szczecina w kierunku Lublina przez Warszawę. Przez Wałcz przechodziły jeszcze 3 linie: Wałcz - Krzyż przez Człopę (odcinek do Człopy został rozebrany w 1994 roku, a w 2014 ostatni czynny odcinek dla pociągów towarowych z Lubcza Małego do Krzyża), Wałcz - Złotów przez Płytnicę (trasa Jastrowie - Piła), rozebrana przez Armię Radziecką w 1945 r. oraz Wałcz Raduń - Wierzchowo Pomorskie (podobnie jak poprzednie - nieczynna i rozebrana).
Obok stacji Wałcz znajduje się budynek dworcowy powstały w XIX wieku. PKP S.A. od wielu lat nie dba o ten obiekt, w związku z tym jest w złym stanie technicznym. Miasto od dłuższego czasu starało się go bezskutecznie przejąć. Dworzec został wpisany w Program Inwestycji Dworcowych na lata 2024-2040 przez PKP S.A..

## Połączenia
(stacje docelowe połączeń bezpośrednich oraz nazwa przewoźnika i rodzaj pociągu według rozkładu jazdy aktualnego od 15 grudnia 2024 roku do 13 grudnia 2025 roku)
- Warszawa Wschodnia (IC - IC)
- Piła Główna (PR - R)

- Szczecinek (PR - R)

- Bydgoszcz Główna (PR - R)

- Szczecin Główny (IC - IC; PR - R)

Wszystkie połączenia regionalne zostały uruchomione 1 września 2012 roku wraz z ponownym otwarciem zmodernizowanej linii kolejowej z Piły w kierunku Szczecina.
W lato 2017 roku po przerwie na stacji Wałcz pojawił się pierwszy pociąg dalekobieżny - TLK "Lubomirski".
Od 11 grudnia 2017 roku na linii kolejowej nr 403 zaczęła kursować całoroczna para pociągów - TLK "Moniuszko" spółki PKP Intercity, w relacji Warszawa Wschodnia - Szczecin Główny przez Piłę, Bydgoszcz i Kutno mająca postój m.in. w Wałczu, Tucznie, Kaliszu Pomorskim, Reczu oraz Stargardzie Szczecińskim. 10 grudnia 2017 roku połączenie te zostało wydłużone do stacji Lublin przez Łuków. Połączenia o takiej nazwie istniały do 8 grudnia 2018 roku. 
Aktualnie na stacji zatrzymuje się podobna para pociągów - IC "Staszic" (ze Szczecina przez Dęblin, Warszawę oraz Bydgoszcz). Do marca 2024 roku pociągi jeździły jako kategoria TLK.
Polregio uruchomiło nowe połączenie kolejowe o nazwie "Barnim". Pociąg ten kursuje na trasie Bydgoszcz Główna – Szczecin Główny przez Piłę Główną, Kalisz Pomorski i Stargard. To nowe połączenie jest częścią nowego rozkładu jazdy, który wszedł w życie 15 grudnia 2024 roku.